# Kembo Mohadi
Kembo Mohadi, né le 15 novembre 1949, est un homme d'État zimbabwéen. Il est deuxième vice-président de la République du 28 décembre 2017 au 1er mars 2021.

## Biographie
Le 23 décembre 2017, un mois après le coup d'État de 2017 au Zimbabwe, le nouveau président Emmerson Mnangagwa nomme Kembo Mohadi comme vice-président du ZANU-PF, aux côtés de Constantino Chiwenga.
Le 27 décembre 2017, il est nommé deuxième vice-président de la République, puis prête serment le lendemain 28 décembre.
Le 23 juin 2018, il est blessé lors d'une explosion visant un meeting électoral du président.
Le 1er mars 2021, il démissionne de son poste avec effet immédiat après avoir été mis en cause pour harcèlement sexuel.